# Lizio
Lizio é uma comuna francesa na região administrativa da Bretanha, no departamento Morbihan. Estende-se por uma área de 16,98 km². Em 2010 a comuna tinha 748 habitantes (densidade: 44,1 hab./km²).